# Pierre Troussel
Pierre Troussel ou Pierre Trousseau fut chanoine et archidiacre de Notre-Dame de Paris et de Saint-Étienne de Bourges, prévôt de Saint-Omer ; il devint évêque de Poitiers par suite de la translation de Gérard de Montaigu au siège de Paris, puis fut élu archevêque de Reims le 14 avril 1413. Il ne prit pas possession de cet archevêché étant décédé le 16 décembre suivant à Paris ; il reçut la sépulture dans la cathédrale de Bourges.